# Nocturnal Breed
Nocturnal Breed ist eine norwegische Thrash- und Black-Metal-Band aus Oslo, die im Jahr 1996 gegründet wurde.

## Geschichte
Die Band wurde 1996 von Sänger und Bassist S. A. Destroyer (Gehenna, Satyricon) und Gitarrist Ed „Silenoz“ Damnator (Dimmu Borgir) gegründet. In den folgenden Monaten erschienen einige Demoaufnahmen, von denen einige Lieder auf diversen Kompilationen erschienen. Die Band erreichte einen Vertrag mit dem niederländischen Label Hammerheart Records und veröffentlichte das Debütalbum Aggressor im Oktober 1997. Das Album wurde in den Gordon Studios in Oslo aufgenommen, bei dem mit Gitarrist Astennu und Schlagzeuger Rick Hellraizer zwei Sessionmitglieder anwesend waren. Der Veröffentlichung folgte eine Tournee durch Europa noch im selben Herbst, zusammen mit Emperor und Bal-Sagoth. Ab dieser Tour kamen Gitarrist Axeman I. Maztor und Schlagzeuger Andy Michaels zur Band.
Nach der Tour arbeitete die Band an Material für ein neues Album. Währenddessen veröffentlichte Hammerheart Records die EP Triumph of the Blasphemer im Jahr 1998, auf der Live-Aufnahmen von der Tournee (darunter das Death-Cover Evil Dead), unveröffentlichtes Material der Aufnahmen zu Aggressor, sowie das W.A.S.P.-Cover I’m Alive enthalten waren. Kurz darauf wurde Schlagzeuger Andy Michaels durch Tex Terror ersetzt. Im Frühling 1998 nahm die Band das zweite Album No Retreat No Surrender in den Gordon Studios auf und veröffentlichte das Album noch im selben Jahr über Hammerheart Records. Nach den Aufnahmen verließ Ed Damnator die Band und wurde durch Ben Hellion ersetzt. Dieser war schon lange Zeit vorher ein Freund von S. A. Destroyer. Um das Album zu bewerben, folgte eine weitere Tournee durch Europa, bei der sich die Band von Hammerheart Records trenne sollte, da die Band fehlende Unterstützung bei der Tournee seitens des Labels bemängelte. Nach der Tournee begab sich die Band für drei Monate in die Gordon Studios, um das dritte Album The Tools of the Trade aufzunehmen, das gegen Ende des Jahres 2000 über das US-amerikanische Label Holycaust Records veröffentlicht wurde. Das Album wurde dabei nicht außerhalb der USA vermarktet und der Vertrag mit dem Label sollte sich schon bald wieder auflösen.
Das belgische Label Painkiller Records wurde auf die Band aufmerksam und veröffentlichte The Tools of the Trade erneut. Das Label veröffentlichte im Jahr 2005 außerdem das Box-Set The Remasters, auf dem alle bisher erschienenen Lieder in einer neu gemasterten Version, eine neue Covergestaltung und neue Beihefte sowie über zehn bisher unveröffentlichte Lieder enthalten waren. I. Maztor, der die Band im Jahr 2001 verlassen hatte, wurde durch Gitarrist Tom Thrawn von Dødheimsgard ersetzt. Aufgrund von Konflikten mit den Bandmitgliedern verließ er die Band 2005 wieder und wurde durch A. E. Rattlehead ersetzt. Einige Wochen später begann die Band, neues Material für das nächste Album zu schreiben.
Die Aufnahmen zu Fields of Rot fanden in den Deadringer Studios statt. Das Album wurde im Jahr 2007 über Agonia Records veröffentlicht.

## Stil
Die Band spielt eine Mischung aus Thrash- und Black-Metal, wobei auch geringe Spuren aus dem Rock ’n’ Roll vereinzelt hörbar sind. Der Thrash Metal orientiert sich an dem aus den 1980er-Jahren von Bands wie Sodom, Destruction, Vulcano und Sarcófago. Eduardo Rivadavia von AllMusic beschrieb Nocturnal Breed als das, „was herauskommt, wenn ein Haufen (angeblich) humorloser Black-Metal-Musiker es leid ist, ständig grimmig und nihilistisch zu posieren, und sich entscheidet, zur Abwechslung etwas Spaß zu haben“.

## Diskografie
- Raping the Angels (Demo, 1996, Eigenveröffentlichung)
- Demo Rehearsal 02.97 (Demo, 1997, Eigenveröffentlichung)
- Raping Europe '97 (EP, 1997, Hammerheart Records)
- Aggressor (Album, 1997, Hammerheart Records)
- No Retreat…No Surrender (Album, 1998, Hammerheart Records)
- Triumph of the Blasphemer (EP, 1998, Hammerheart Records)
- The Tools of the Trade (Album, 2000, Holycaust Records)
- Warthog 7” (Single, 2004, Prostata Records)
- Motörmouth (Single, 2004, Neseblod Records)
- Überthrash (Split-Single mit Aura Noir, Infernö und Audiopain, 2004, Duplicate Records)
- The Remasters (Box-Set, 2004, Painkiller Records)
- Black Cult: The Demonz 96–99 (Kompilation, 2005, Painkiller Records)
- Überthrash II (Split-Single mit Aura Noir, Infernö und Audiopain, 2005, Duplicate Records)
- The Remasters (Promo) (Demo, 2005, Painkiller Records)
- Fields of Rot (Album, 2007, Agonia Records)
- Napalm Nights (Album, 2014, Agonia Records)